# Wasserhaushalt der Pflanzen
Unter dem Wasserhaushalt einer Pflanze werden alle Vorgänge und Abläufe zusammengefasst, die Pflanzen befähigen, an ihren jeweiligen Standorten mit dem vorhandenen Wasserangebot umzugehen. Äußere Einflussfaktoren sind v. a. der Bodentyp, das vorherrschende Klima sowie Geländeform und Bodenfeuchte.
Der Begriff bezeichnet eine Schnittstelle zwischen Morphologie, botanischer Anatomie, Stoffwechsel und Ökologie.

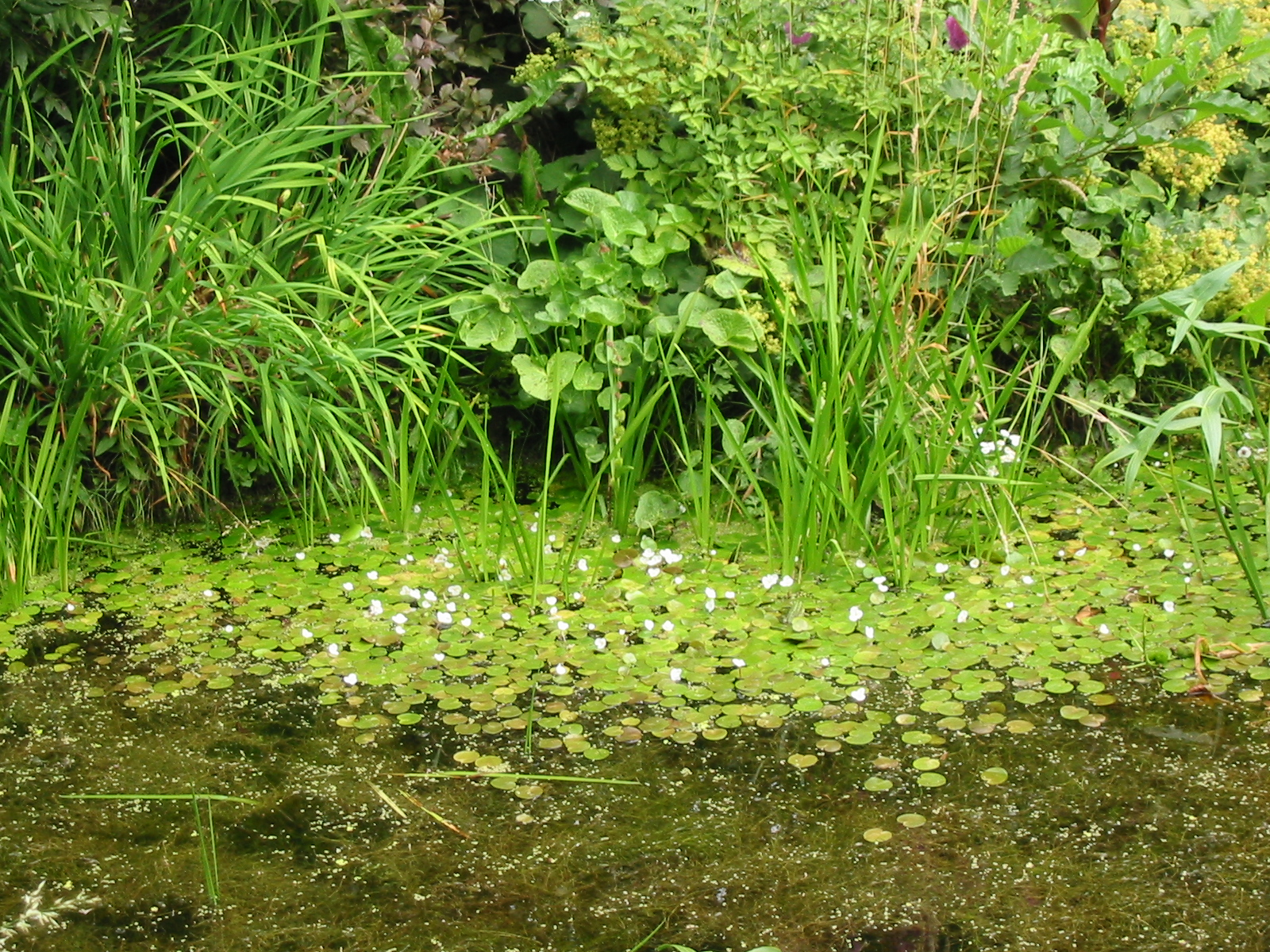
Wasserpflanzen

## Übersicht
Da Pflanzen ihren Standort nicht kurzfristig verlassen können, sind sie mehr als Tiere davon abhängig, mit dem gerade zur Verfügung stehenden Wasser hauszuhalten. Nur Wasserpflanzen besitzen keinerlei Schutz vor Wasserverlusten. Diese können jedoch im Einzelfall Wassermangelperioden als Dauerformen überstehen.
Pflanzen haben in der Regel einen hohen Wassergehalt, da ihre Ladung tragenden Bestandteile des Cytoplasmas in hydratisierter Form vorliegen müssen. Ein ausreichender Wassergehalt der Gewebe ist aber auch für die Transportvorgänge im Xylem und Phloem (holziges Leitgewebe und Siebelemente) notwendig, sowie für osmotische Bewegungen und für die Photosynthese.
Bei Landpflanzen ist die Wasseraufnahme meist auf die Wurzel beschränkt, während die Transpiration (Wasserabgabe) hauptsächlich über die Spaltöffnungen (Stomata) in den Blättern und zu einem geringen Anteil über die Cuticula erfolgt. Transportiert wird das Wasser durch das Xylem. Bei sehr hoher Luftfeuchtigkeit und anhaltend hohem Wurzeldruck ist eine Transpiration nicht mehr möglich, so dass die Pflanze das Wasser direkt über die Hydathoden herausdrückt; dieser Vorgang wird Guttation genannt.

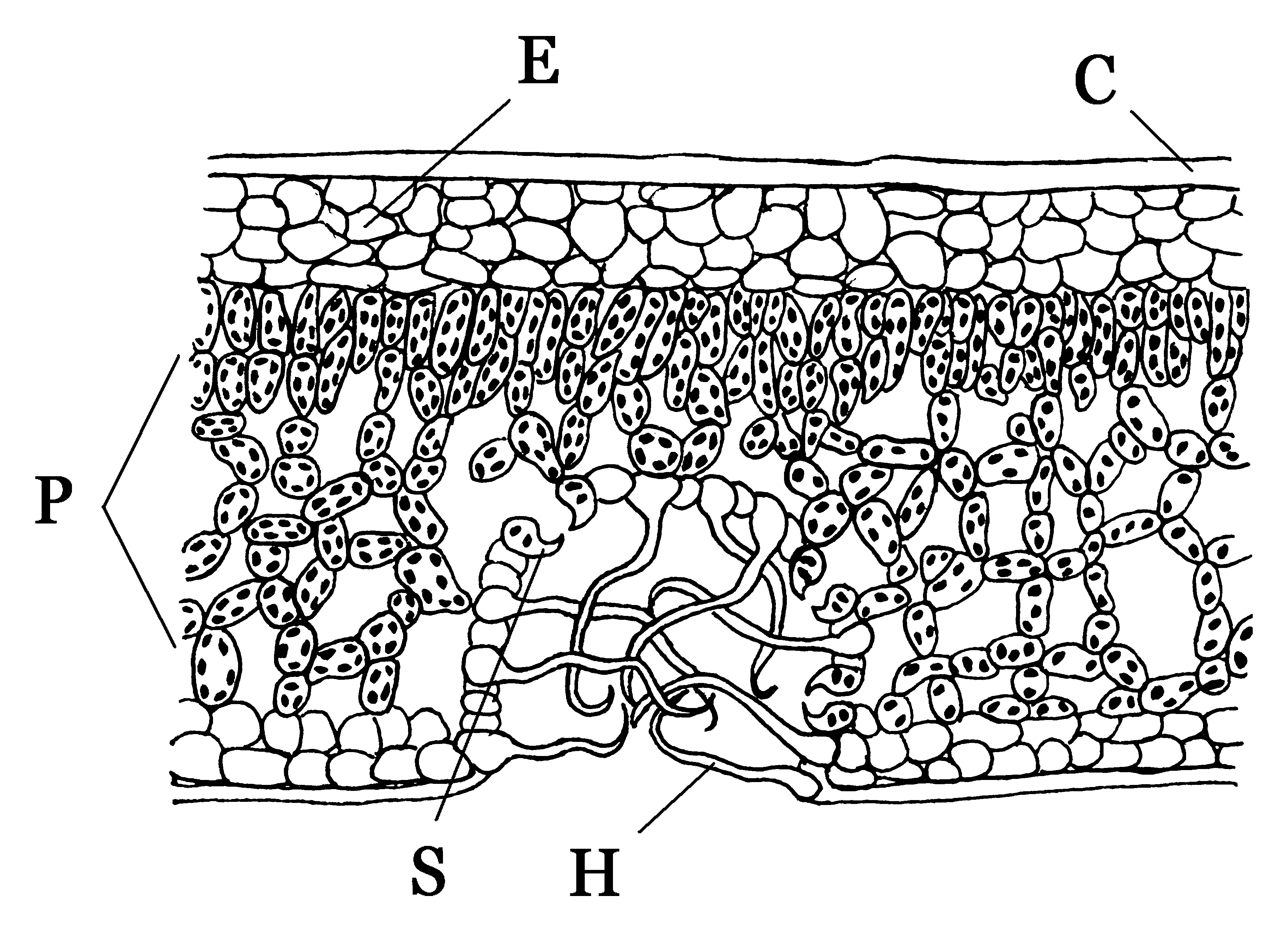
Blattquerschnitt von Oleander: eingesenkte Spaltöffnungen und dicke Epidermis weisen auf eine Anpassung an Trockenheit hin.

Nach der kontrovers diskutierten und dennoch weithin anerkannten Kohäsionstheorie des Wassertransports des Pflanzenphysiologen Joseph Böhm entwickele sich durch die Transpiration im Xylem ein Unterdruck, der für den Wasser- und Mineralstofftransport aus dem Wurzelsystem bis in die Blätter sorge. Der Sog sei so groß, dass er eine Wassersäule von >10 m anheben könne, weil das Wasser in den Kapillaren wie Fäden zusammenhalte. Unter anderem nach Kerr 2016 ist jedoch Osmose bzw. der osmotische Druck, mithin der Gradient des Wasserpotenzials für den Wassertransport über große Höhenunterschiede verantwortlich. In Zimmermann et al. 1993 wird u. a. durch Messungen belegt, dass die Transpirationsthese für den Wassertransport in Pflanzen über große Höhenunterschiede nicht konsistent ist.
Weil Pflanzen über die Spaltöffnungen nicht nur transpirieren, sondern auch CO2 aufnehmen, das sie bei der Photosynthese zu Glucose verarbeiten, stehen Pflanzen an extremen Standorten wie beispielsweise in der Wüste vor einem Dilemma: Am Tage, wenn ausreichend Licht für die Photosynthese zur Verfügung steht, sollten die Stomata geöffnet sein, um den CO2 Nachschub zu gewährleisten. Allerdings ist dann auch die Gefahr der Austrocknung am größten.
Unter diesem Gesichtspunkt kann die Entwicklung von C4-Pflanzen und CAM-Pflanzen besser verstanden werden, die sich in ihrer Kohlenstoffdioxid-Fixierung anatomisch und physiologisch an dieses Dilemma angepasst haben.
Weitere Entwicklungen von Pflanzen zur Regulation ihres Wasserhaushaltes sind beispielsweise die Rückentwicklung von Blättern zur Verkleinerung der Oberfläche bei Kakteen oder die Ausbildung von Wachsschichten zur Reduktion der cuticulären Transpiration.
Für den Wasserhaushalt sind neben den Eigenschaften der jeweiligen Pflanze auch der Bodentyp und die Bodenfeuchte entscheidend, die ihrerseits von der Porosität, dem Klima und der Geländeneigung abhängen.

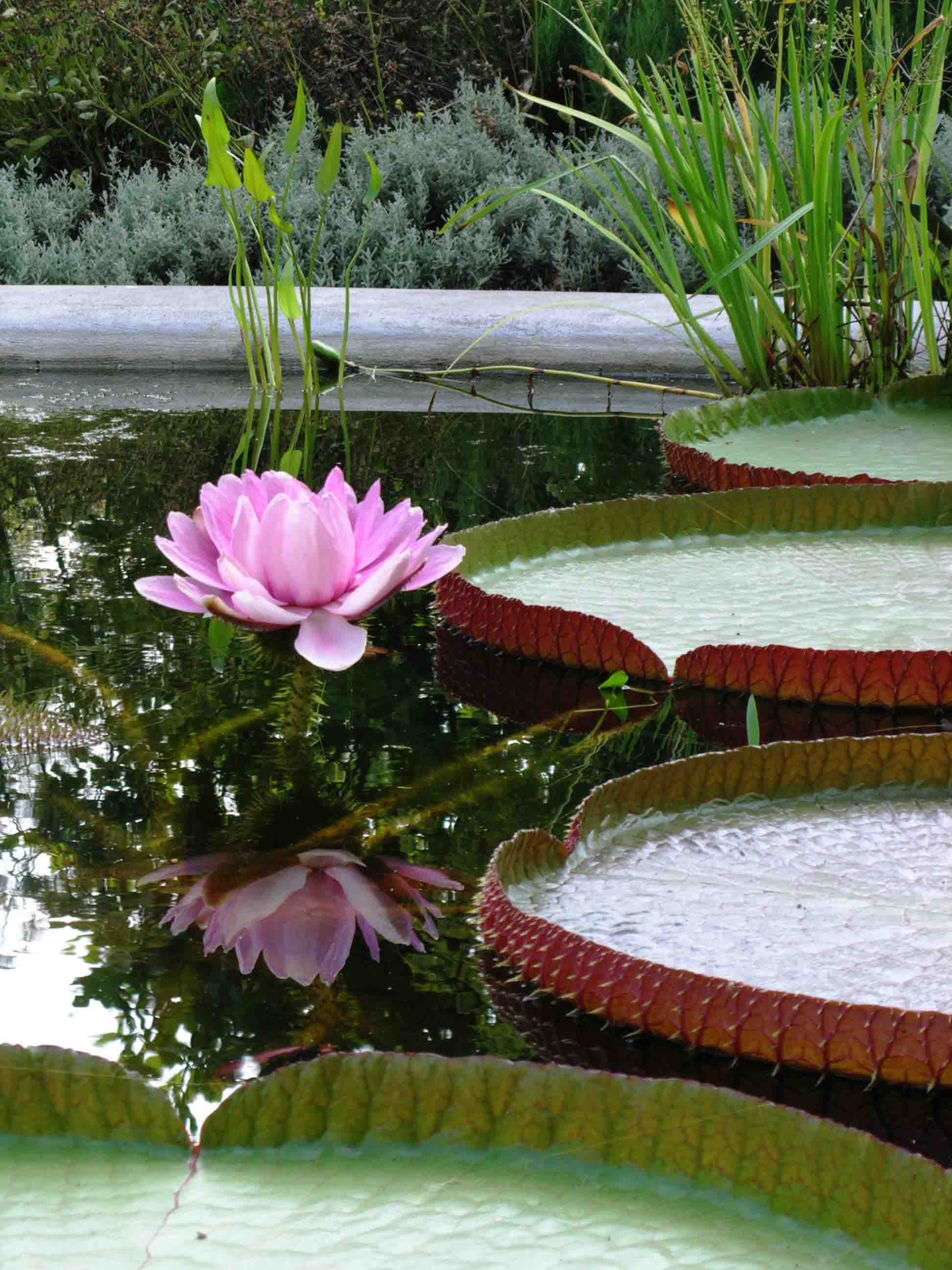
Viktoria regia, eine Schwimmblattpflanze

## Anpassungsformen nach Standort

### Wasserpflanzen
Hydrophyten leben in Flüssen, Seen oder anderen aquatischen Lebensräumen, es herrscht Blattdimorphismus (Blätter, die schwimmen, sind groß, Blätter, die eintauchen, dagegen klein). Diese Pflanzen nehmen Wasser mit ihrer gesamten Oberfläche auf und haben kaum ausgebildete Wurzeln, da diese für die Nährstoff- und Wasseraufnahme keine Rolle spielen. Sie betreiben Photosynthese über ihre Blätter und Stängel und besitzen wenige oder keine Spaltöffnungen, sie nehmen Kohlendioxid in wässerig gelöster Form als Hydrogencarbonat-Ion (HCO3−) über die gesamte Oberfläche auf. Die langen bandförmigen zarten Blätter mit zentralem Leitbündel sind gegen Zug unempfindlich, so dass sie in der Strömung nicht abreißen. Das Festigungs- und Leitgewebe ist kaum ausgebildet, so dass die Pflanze im Wasser beweglich ist.
Eine Besonderheit stellen hierbei die Schwimmblattpflanzen (beispielsweise Seerosen) dar, die mit ihren Wurzeln im Untergrund haften, deren Blätter aber an der Oberfläche schwimmen. Die Wurzel ist nur schwach ausgebildet, da sie nicht zur Wasser- und Nährstoffaufnahme, sondern lediglich zur Lokation notwendig ist. Die Blätter sind durch Luftkammern in der Lage, einerseits auf dem Wasser zu treiben, andererseits sorgen sie für den Gasaustausch in den Wurzeln, so dass diese im sauerstoffarmen Schlamm nicht ersticken. Die Spaltöffnungen der Seerosenblätter liegen auf der Oberseite. Die Cuticula fehlt oder ist kaum ausgebildet, dies fördert die Verdunstung.

### Pflanzen feuchter Standorte

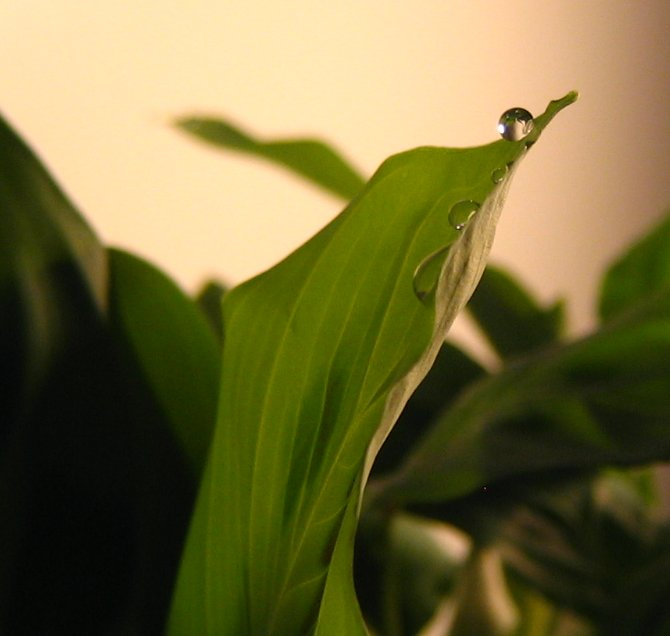
Guttation

Pflanzen feuchter Standorte (Hygrophyten) wachsen beispielsweise in Regenwäldern oder Nebelwäldern, sie können durch den hohen Wasserdampfdruck ihrer Umgebung auch bei maximal geöffneten Spaltöffnungen nicht genug Transpiration erzeugen, um Nährsalze aus dem Boden in die Blätter zu transportieren. Daher haben sie anatomische Veränderungen entwickelt, die die Transpiration erleichtern. Zu diesen Anpassungen gehören emporgehobene Spaltöffnungen, an denen der Wind entlangstreichen kann. Sie haben auch meist dünne, große Blätter mit einer nur sehr dünnen oder völlig fehlenden Cuticula. Die Blätter zeigen Oberflächenvergrößerung durch Zerteilung oder durch Rillen, die auch die Ableitung von Regenwasser von den Blättern erleichtern. Die Blätter besitzen oft lebende Haare (Trichome), die ebenfalls die transpirierende Oberfläche erhöhen.
Manche Pflanzen bedienen sich des Mechanismus der Guttation, um zusätzlich Wasser auszuscheiden, was auch bei mit Wasserdampf gesättigter Luft funktioniert.

### Pflanzen wechselfeuchter Standorte
Diese sogenannten Mesophyten leben an Standorten, die nur gelegentlich feucht sind, beispielsweise in periodisch austrocknenden Flüssen. Diese Pflanzen machen während der Trockenzeit eine Ruhephase durch, während derer sie die Blätter abwerfen oder die ausgetrockneten Blätter als Hülle des empfindlichen Wachstumskegels nutzen. Die holzigen Anteile überleben auch lange Trockenphasen. Manche dieser Pflanzen können über ihre Oberfläche bei Regen ein Vielfaches ihres Trockengewichts an Wasser innerhalb kurzer Zeit aufnehmen.
Wechselfeuchte Standorte im weiteren Sinne sind auch Gebiete, die im Winter durch Schnee und Eis die Aufnahme von Grundwasser erschweren. Pflanzen, die an winterkalte Gebiete angepasst sind, nennt man Tropophyten. Zu ihnen gehören die laubabwerfenden Gehölze Mitteleuropas. Diese Anpassung ist jedoch nur indirekt auf Wassermangel zurückzuführen.

### Pflanzen trockener Standorte

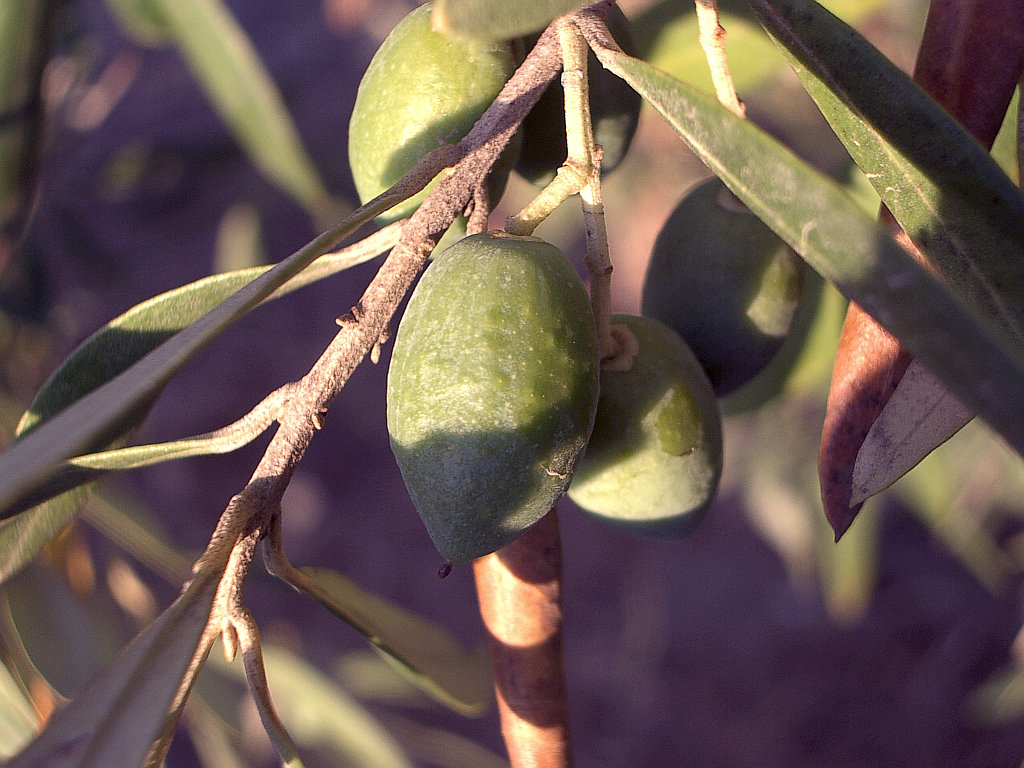
Olivenbaum mit ledrigen Blättern und unreifen Früchten

An trockenen Standorten, beispielsweise in den Savannen Afrikas oder in den Karstgebieten des Mittelmeerraums finden sich Pflanzen (Xerophyten), die ihre Transpiration durch vielgestaltige Anpassung einschränken. Sie haben ein stark entwickeltes Wurzelwerk, das bis in große Tiefen reicht oder unter der Bodenoberfläche im weiten Umfeld verbreitet ist, so dass Regen schnell aufgenommen werden kann. Die Blätter sind verkleinert, derb (Hartlaubgewächse) mit dicker Cuticula und viel Festigungsgewebe (Sklerenchym), so dass sie auch bei Wasserverlust nur minimal erschlaffen. Beispiele sind etwa der Ölbaum, die Steineiche und der Johannisbrotbaum. Die Blätter haben mehr Spaltöffnungen, die jedoch oft eingesenkt sind und durch Falten oder Einrollen der Blätter vor austrocknendem Wind geschützt werden können. Zusätzlich dient oft ein Filz von toten „Haaren“ als Verdunstungsschutz. Die Photosynthese ist durch die Vermehrung der Spaltöffnungen auch bei starker Hitze möglich, weil die großen Interzellularräume rasch mit kohlendioxidreicher Luft gefüllt und die Spaltöffnungen dann wieder geschlossen werden können. Die dicken Blätter sind an starke Sonneneinstrahlung angepasst.

### Pflanzen extrem trockener Standorte

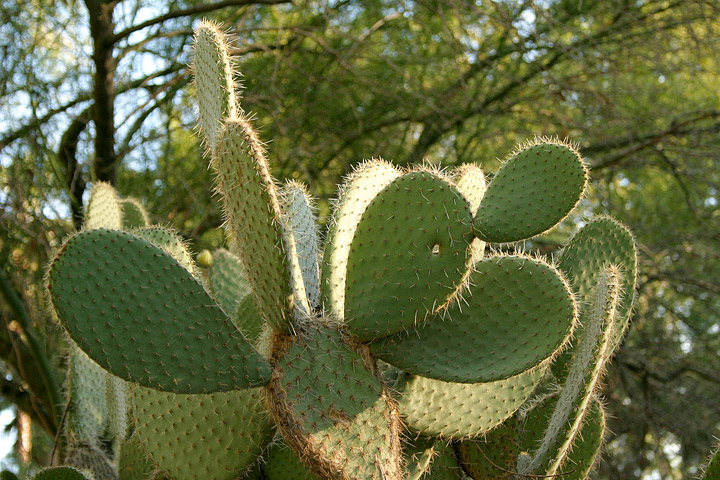
Feigenkaktus

Wüstenpflanzen können auch einen anderen Weg gehen, um zu überleben. Sukkulenten haben ein Wasserspeichergewebe, das im Inneren der Blätter oder des Stammes liegt und durch Festigungsgewebe vor Anzapfen durch Tiere geschützt wird. Die Oberfläche der Pflanzen ist stark verkleinert. Wenn überhaupt Blätter gebildet werden, sind sie dick und fleischig (Blattsukkulenten). Häufig werden jedoch die Blätter auf Dornen reduziert (Fraßschutz) und der Stamm als Wasserspeicher und Photosyntheseorgan genutzt (Stammsukkulenten). Die Spaltöffnungen sind eingesenkt, bei Stammsukkulenten liegen sie in den vor Wind und Sonne geschützten Rillen des Stammes.